# Hieronim Rosnowski
Hieronim (Jarosz) Rosnowski herbu Ogończyk (zm. w 1694 roku) – łowczy lwowski w latach 1683–1693, porucznik husarii armii koronnej w wyprawie mołdawskiej 1686 roku.
Poseł na sejm 1685 roku z województwa podolskiego. 